# Jurinella andicola
Jurinella andicola là một loài ruồi trong họ Tachinidae.